# Samuel Stöltzel
Samuel Stöltzel (* 12. März 1685 in Scharfenberg; † 13. August 1737 in Meißen) war Arkanist und Obermeister der kursächsischen Porzellanmanufaktur Meißen.

## Biographie
Stöltzel war Sohn eines Bergmanns in Scharfenberg. Er wurde zunächst Bergknappe in Scharfenberg und später in Freiberg. Am 19. Januar 1706 traf er als einer von sechs verpflichteten Freiberger Bergknappen auf der Albrechtsburg bei Böttger ein. Er wurde Arkanist und war tätig als Schlämmer, Brenner und später als Massebereiter. Weil er eine Frau geschwängert hatte, floh Stöltzel zwei Monate vor Böttgers Tod am 5. Januar 1719 nach Wien.
Er war durch den österreichischen Diplomaten Graf Virmont dorthin abgeworben worden. Ihm wurden ein Jahresgehalt von 1000 Gulden, freie Wohnung und Equipage zugesagt. In Wien war Stöltzel in der Manufaktur Du Paquiers (die Wiener Porzellanmanufaktur) für die Porzellanmasse und die Beschaffung der „Schnorrschen Erde“ (Kaolin) zuständig, wodurch dort die Porzellanproduktion erst in Gang gebracht wurde.
Mit Dekret vom 11. März 1720 wurde Stöltzel in Dresden pardonniert. Am 7. April 1720 floh er aus Wien, obwohl er sich für 10 Jahre verpflichtet hatte. Zugleich brachte er aus Wien Porzellanmalfarben und Farbrezepturen mit. Vor seiner Flucht zerstörte er die Wiener Brennöfen und machte die vorhandene Porzellanmasse unbrauchbar, so dass ein Schaden von etwa 15.000 Talern entstand.
In Sachsen eingetroffen, erbot er sich „... das Porcellan ... zu Meißen von allerhand Farben, und dem Indianischen gleich, wie ich zu Wien gethan, zu verfertigen“. Ab dem 1. Juli 1720 war Stöltzel wieder in der Albrechtsburg tätig, allerdings ganz allein "in einem abgelegenen Gewölbe". Er teilte die Rezepte für die von ihm erfundene braune Glasur und für die zur unterglasurblauen Farbe passende Glasur mit. Seit 1719 beschäftigte sich Stöltzel mit der Entwicklung von Aufglasurfarben. Um 1720 war er bei der Entwicklung der Blaumalerei beteiligt. Die Entwicklung der Farbpalette sowie des Malgoldes in Meißen geht wesentlich auf Stöltzel und Höroldt zurück. Im April 1723 wurde Stöltzel Obermeister im technischen Betrieb der Manufaktur in Meißen. Als Ofenspezialist errichtete er die ersten Muffelöfen. Er entdeckte zusammen mit Johann Georg Schubert den „Siebenlehner Stein“, wodurch die Fertigung von Feldspat- statt Kalkporzellan möglich wurde.